# Josephine Wartenberg
Josephine Wartenberg (Berlín Este, RDA, 13 de enero de 1984) es una deportista alemana que compitió en remo. Ganó una medalla de plata en el Campeonato Europeo de Remo de 2007, en la prueba de ocho con timonel.

## Palmarés internacional
| Campeonato Europeo | Campeonato Europeo | Campeonato Europeo | Campeonato Europeo |
| Año                | Lugar              | Medalla            | Prueba             |
| ------------------ | ------------------ | ------------------ | ------------------ |
| 2007               | Poznań (Polonia)   | Medalla de plata   | Ocho con timonel   |